# Гаркуша, Нинель Леонидовна

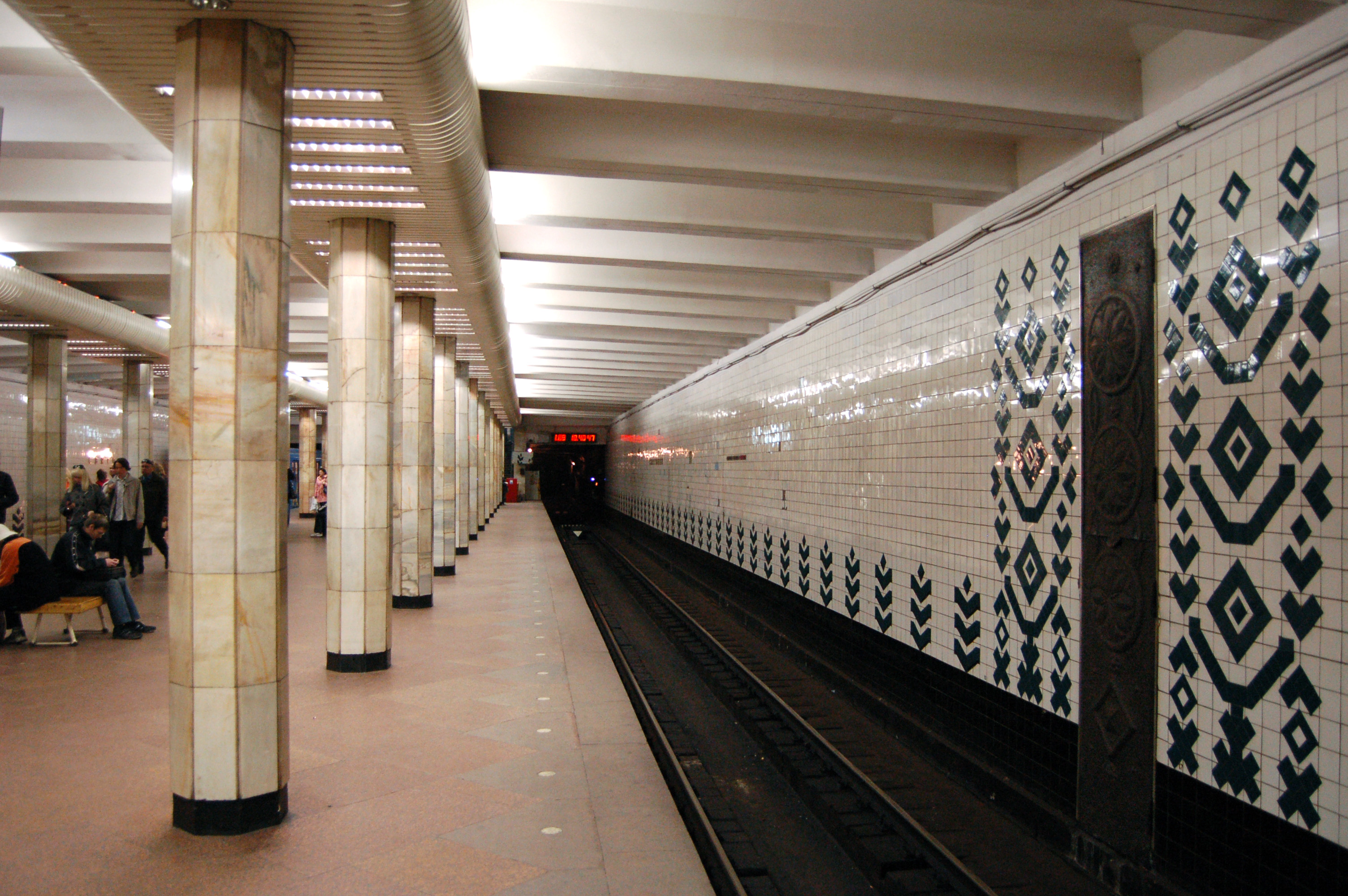
Станция метро «Святошин» (1971)

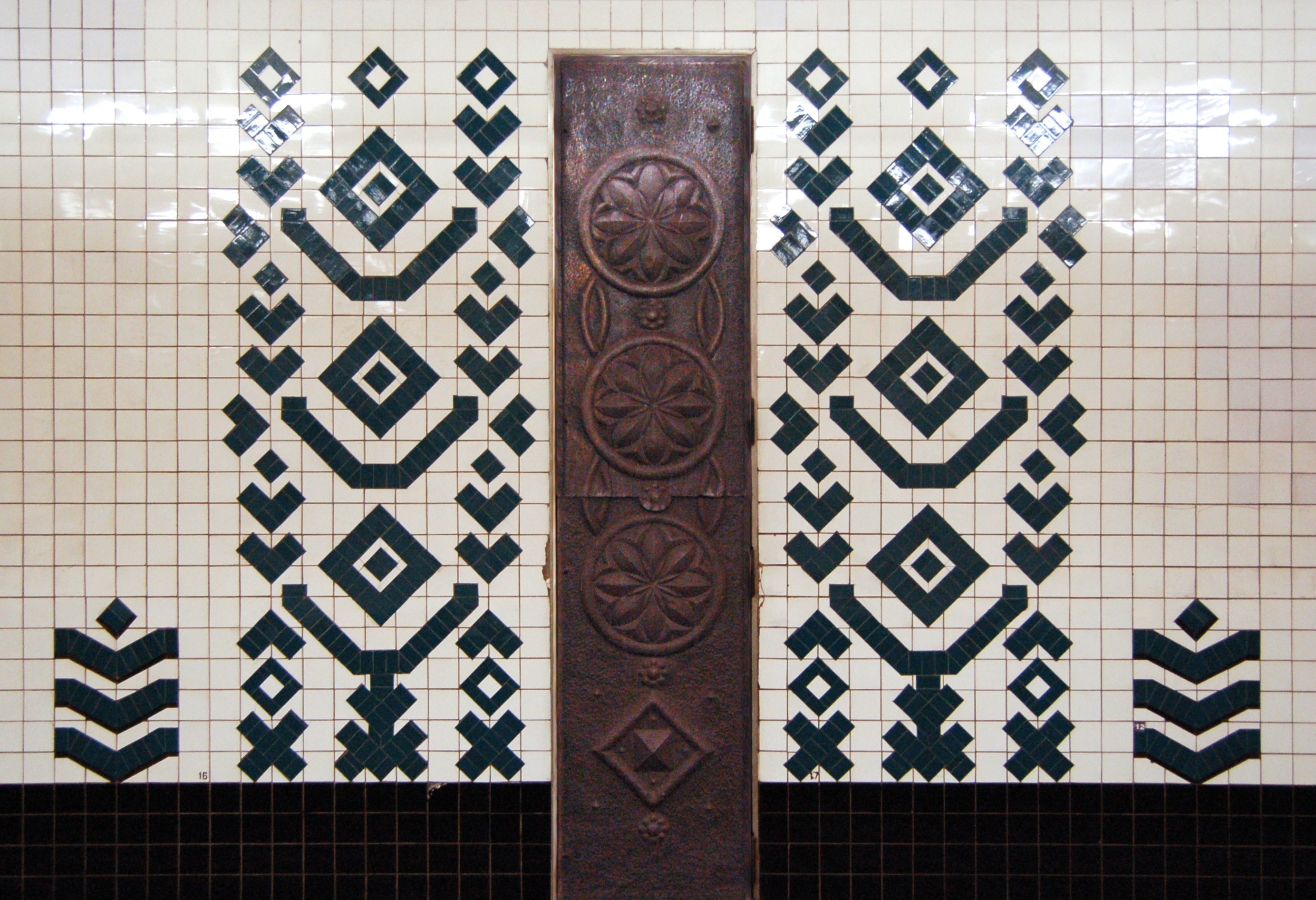
Станция метро «Святошин» (1971)

Нине́ль Леони́довна Гарку́ша (26 июня 1927, Каменец-Подольский — 1 апреля 2006, Киев) — советская и украинская художница декоративного искусства. Член Национального союза художников Украины (1964).

## Биография
Родилась 26 июня 1927 года в городе Каменец-Подольский.
В 1952 году окончила Московский институт прикладного и декоративного искусства (преподаватели Ф. Волошко, Ф. Мишуков).
С 1952 года — научный сотрудник Института монументального искусства Академии архитектуры УССР.
В 1963—1983 годах — старший скульптор, руководитель группы, главный специалист отдела, заведующий лабораторией монументально-декоративных искусств Зонального научно-исследовательского института типового и экспериментального проектирования (Киев).
В 1984—1991 годах — в монументальном цеху Киевского комбината монументально-декоративного искусства.
С 1991 года — преподаватель киевской средней школы № 94.
Умерла 1 апреля 2006 года в Киеве.

## Семья
Муж, Николай Степанович Коломиец — архитектор, художник и искусствовед.

## Творческая деятельность
Основные работы выполнены в области монументально-декоративной скульптуры и декоративного искусства (художественная керамика, чеканка).
Участник всеукраинских художественных выставок с 1963 года. Персональные выставки состоялись в 1975 году в Чернигове и в 2005 году в Киеве.
Работы хранятся в Каменец-Подольском историческом музее-заповеднике.

### Произведения
- Керамика
  - «Легенда о Киеве», «Собирательница яблок», «Гуцулки», «Победители» (все — 1971);
  - «Свадьба», «Перепляс», «Урожай» (все — 1972);
  - «Гуцульский танец», «Весна», «Освобождение», «Мечты», «Возвращение», «Лето», «Адам и Ева», «Индианка с голубем», «Продавец воды» (все — 1973).
- Декоративная отделка библиотеки Дворца культуры в городе Новая Каховка Херсонской области (1953) — портрет Тараса Шевченко, композиции «Катерина» и «Гайдамаки», станции метро «Святошин» в Киеве (1971).
- Барельефы
  - Для Дворца культуры Кременчугской ГЭС (1959);
  - «Гопак» и «Музыка» в кинотеатре «Украина» в городе Киеве (1965).
- Монумент «Победа» в городе Кривой Рог (1967, в соавторстве)[1][2].
- Панно
  - «Энергия» на здании организационного центра в г. Украинка Киевской области (1970).
  - «Чернобыль» на здании больницы МВД в Киеве (1994).